# Physiculus nematopus
Physiculus nematopus är en fiskart som beskrevs av Gilbert, 1890. Physiculus nematopus ingår i släktet Physiculus och familjen Moridae. IUCN kategoriserar arten globalt som livskraftig. Inga underarter finns listade i Catalogue of Life.